# Saykal Fossae
Saykal Fossae zijn smalle depressies op de planeet Venus. De Saykal Fossae werden in 1997 genoemd naar Saykal, een vrouwelijke krijger uit de Kirgizische mythologie.
De fossae hebben een diameter van 300 kilometer en bevinden zich in het quadrangle Atalanta Planitia (V-4).